# (3895) Earhart
(3895) Earhart (voorlopige aanduiding 1987 DE) is een planetoïde in de binnenste planetoïdengordel, die op 23 februari 1987 werd ontdekt door Carolyn Shoemaker in het Palomar-observatorium. De planetoïde werd in 1995 vernoemd naar de Amerikaanse vliegenierster Amelia Earhart.
(3895) Earhart is een planetoïde van ongeveer 10 km diameter.

## Baan om de Zon
De planetoïde beschrijft een baan om de Zon die gekenmerkt wordt door een perihelium van 1,9273 AE en een aphelium van 2,7764 AE. De planetoïde heeft een periode van 3,61 jaar (of 1317,40 dagen).